# Brand New Day (いるかアイスの曲)
「Brand New Day」（ブランドニューデイ）は、日本のボカロP・いるかアイス制作のVOCALOID楽曲。2020年11月30日に発表され、ボーカルシンセサイザー・初音ミクが歌唱する。
アプリゲーム『プロジェクトセカイ カラフルステージ! feat. 初音ミク』の「一緒に作ろう!第1回楽曲コンテストプロセカNEXT」採用作品である。

## 評価
2024年4月現在、YouTubeに投稿された動画は250万以上の再生数を記録している。また、ニコニコ動画に投稿された動画は同月現在で50万以上の再生数を記録している。

## 収録アルバム
- Prhythmatic Hardcore 2 (Diverse System)
- iceQuarium -Strawberry- (Diverse System)